# Птицы-мыши
Пти́цы-мы́ши (лат. Coliidae) — семейство птиц из одноимённого отряда, которое включает два современных рода и шесть видов, а также несколько ископаемых таксонов. В ископаемом состоянии птицы-мыши известны с эоцена, они были широко распространены в Европе и Северной Америке в палеоцене. Современные птицы-мыши являются эндемиками Африки к югу от Сахары. Птицы получили своё название из-за длинного тонкого хвоста и манеры бегать по веткам, чему способствует характерное строение лапы, в которой первый и четвёртый пальцы обладают большой подвижностью и способны поворачиваться вперёд и назад. Птицы-мыши в основном питаются сочными плодами и листьями и имеют соответствующее строение клюва и пищеварительной системы. Они откладывают 2—3 яйца, из которых через 12 дней появляются почти голые птенцы с закрытыми глазами, уже через две недели имеющие похожее на взрослых оперение и покидающие гнездо.
Род птиц-мышей был описан в 1760 году Бриссоном, в двенадцатое издание «Системы природы» Линнея вошло два представителя семейства — белоспинная и синешапочная птицы-мыши.

## Описание
Характерной особенностью птиц-мышей является длинный ступенчатый хвост, из-за которого мелкие, размером чуть больше воробья, птицы кажутся крупнее. По данным БРЭ, длина тела с хвостом составляет 30—36 см, в энциклопедии The Birds of the World указано, что длина самого крупного вида — красноспинной птицы-мыши (Colius castanotus) — может достигать 38 см. По оценкам Херберта Шифтера (Herbert Shifter), помимо красноспинной, крупными представителями являются также белоспинная (Colius colius) и некоторые подвиды бурокрылой птицы-мыши (Colius striatus). Птицы-мыши достаточно тяжёлые для своего размера: Мэри Катерин Роуэн (Mary Katherine 'Bunty' Rowan) в 1967 году писала, что при средней длине бурокрылой птицы-мыши 326 мм и длине хвоста 204 мм, средняя масса составляет 56,4 г. Половой и возрастной диморфизм отсутствуют. В дикой природе отнести птиц к семейству довольно легко из-за их длинного хвоста, особенностей полёта и посадки. Вместе с тем определение отдельных видов птиц-мышей представляет сложность: они различаются в основном оттенками оперения.
Хвост птиц-мышей в два раза длиннее корпуса и содержит 10 или 12 жёстких рулевых перьев. Представители рода Colius, за исключением белоголовой птицы-мыши (Colius leucocephalus), обладают шестью парами рулевых перьев, в то время как у последней, как и у двух видов рода Urocolius, пять пар рулевых перьев. Немецкий орнитолог Эрвин Штреземан в 1966 году писал о 12 рулевых перьев у бурокрылой и белоспинной птицы-мыши, а Роуэн полагала, что число рулевых перьев у этих видов варьирует у разных особей. Внутренняя пара рулевых перьев самая длинная — она в 6—7 раз длиннее внешней пары. Крылья птиц-мышей короткие и широкие, на голове развит хохол. Оперение птиц-мышей рыхлое и мягкое, контурные перья имеют боковой стержень, длина которого составляет четыре пятых длины основного стержня. Перья хвоста и крыльев, напротив, имеют только один основной стержень. Птицы-мыши обычно обладают скромной однотонной окраской. Поперечные пестрины на спине и груди встречаются у белоголовой и некоторых подвидов бурокрылой птицы-мыши. У других представителей могут выделяться яркие пятна сзади: белое в нижней части спины у белоспинной птицы-мыши, красно-каштановое — у красноспинной, ярко-голубое пятно на затылке — у синешапочной (Urocolius macrourus). Ещё одной характерной особенностью птиц-мышей является заметный хохолок.
Линька птиц-мышей нерегулярна: в любое время года они могут быть на любой стадии смены маховых или рулевых перьев; вместе с тем Роуэн отмечала, что в регионах с умеренным климатом наблюдается сезонная линька. Адриан Крейг (Adrian J. F. K. Craig), Бо Бонви (Bo T. Bonnevie), Патрик Холли (Patrick E. Hulley), Джордж Андерхилл (George D. Underhill) в 2013 году исследовали линьку трёх видов птиц-мышей, обитающих в ЮАР. Учёным не удалось обнаружить прерывание в процессе линьки или её продолжительность, но они отметили, что линька маховых перьев происходит по нисходящей (от внутренних перьев к внешним) обычно в один момент времени сменяется только одно маховое перо, из-за чего линька должна занимать много времени. Предыдущие исследования показали, что второстепенные маховые перья и рулевые перья сменяются беспорядочно. У бурокрылой и краснолицей птицы-мыши (Urocolius indicus) смена рулевых перьев от края к центру происходит чаще, чем от центра к краю, а у белоспинной — наоборот, но у всех трёх видов в 30—40 % случаев особый порядок замены перьев хвоста отсутствует. Часто новая линька начинается до того как полностью завершается старая. По-видимому, кооперативное размножение позволяет птицам-мышам совмещать линьку с размножением, наседное пятно у птиц отсутствует.
У птиц-мышей короткий конический клюв с загнутым кончиком и острой режущей кромкой; короткий язык может действовать как поршень при высасывании сочной мякоти плодов; челюсти птиц приспособлены к разрезанию фруктов. Ноги, клюв и неоперенные части «лица» могут быть окрашены в красные, чёрные или синеватые тона. Голая кожа вокруг глаз и основание клюва у краснолицей и синешапочной птиц-мышей рода Urocolius ярко-красные, кончик клюва — чёрный. Лапы южных подвидов бурокрылой птицы-мыши окрашены в тёмно-серый или тёмно-фиолетовый цвет, а у некоторых тропических подвидов — в ярко-красный. В красные цвета также окрашены лапы белоголовой птицы-мыши с западных районов Африки и красноспинной с восточных.

## Образ жизни

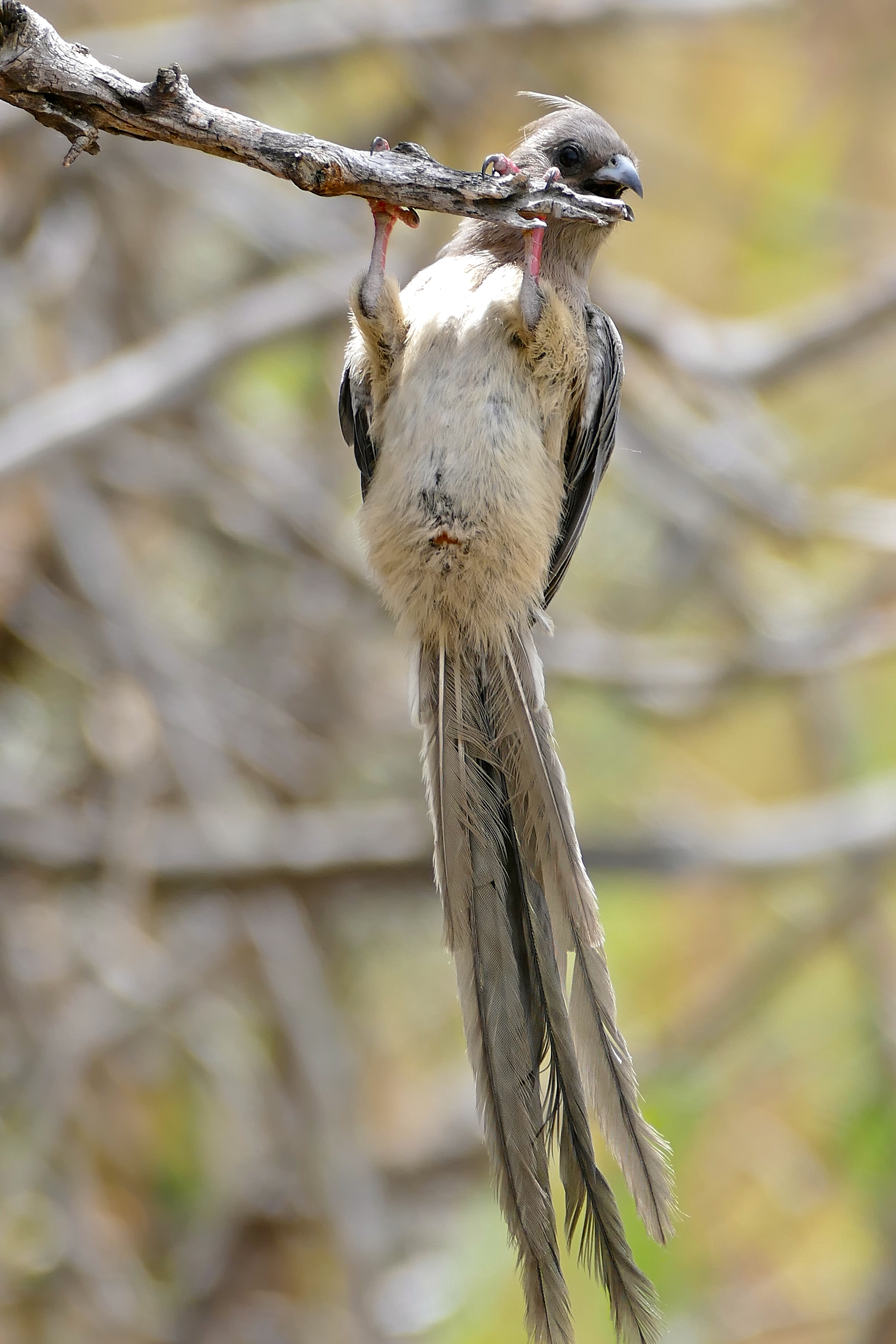
Белоспинная птица-мышь висит на ветке

Птицы-мыши хорошо лазают по деревьям и кустарникам. Они любят подвешиваться, чтобы голова находилась на уровне ветки, а тело «свисало» вертикально или спиной вниз. На приспособленность к лазанию указывает уникальное для всего класса птиц строение лап птиц-мышей. Короткие лапы с острыми когтями обладают очень подвижными первым и четвёртым пальцами, которые могут двигаться независимо друг от друга. У птиц-мышей вперёд могут быть обращены три пальца, как и у большинства птиц (анизодактилия); два средних пальца, что позволяет формировать удобные для обхвата веток «клещи» и характерно для лазающих птиц, в частности кукушек и попугаев (зигодактилия); или все четыре пальца, что характерно для «подвешивающихся» птиц, например, стрижей (помпродактилия). Лес Гибсон (Les Gibson) заметил, что птицы часто меняют положение внутреннего пальца, в частности, все четыре пальца направлены вперёд, когда птицы сидят на вертикальной поверхности. Положение внешнего пальца меняется реже; сидящие на тонких веточках птицы обычно держат три пальца вперёд, а один (внутренний) — назад. Сьюзан Берман (Susan L. Berman) и Роберт Райкоу (Robert J. Raikow) писали, что конфигурация пальцев птиц-мышей не связана с какой-либо активностью, а зависит исключительно от удобства, при этом расположение пальцев на разных ногах может не совпадать.
Сама лапа птиц-мышей крепится к телу высоко под крылом, из-за чего на ветке они опускают живот между сложенными вдоль тела лапами таким образом, что лапы и «плечи» оказываются на одном уровне. Крайне редко птиц-мышей можно увидеть в обычном для остальных птиц положении. Со стороны может показаться, что у них сломаны ноги, либо они болеют рахитом. Вместе с тем птицы любят лазать по веткам, у них сильно развиты лапы. Они редко остаются на одном месте больше, чем на несколько секунд. Бегающие по веткам птицы-мыши располагают тело вдоль поверхности, чем напоминают обычных мышей, сходство достигается также за счёт длинного тонкого хвоста. Гибсон, однако, считал отсылки к стилю передвижения при сравнении птиц-мышей с грызунами «бессмысленной растиражированной в литературе дезинформацией». Он говорил, что и в листве, и на земле птицы-мыши передвигаются посредством неуклюжих коротких прыжков; они избегают находится на земле долгое время и обычно совершают по ней не более пяти прыжков. Своим названием, по мнению Гибсона, птицы обязаны длинному хвосту и мягкому оперению, похожему на мех.

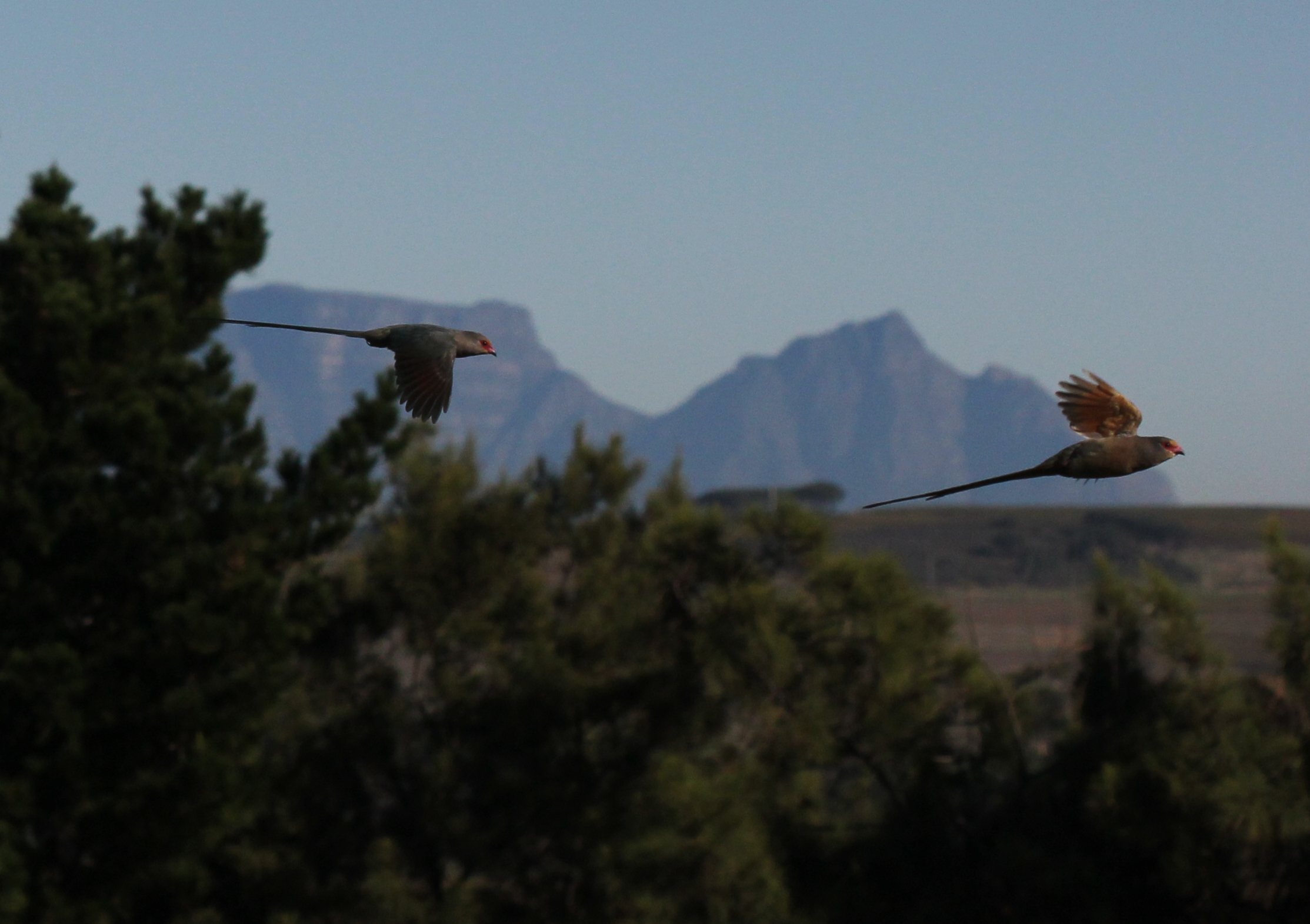
Полёт краснолицых птиц-мышей

В справочнике «Разнообразие птиц» российского орнитолога Евгения Александровича Коблика указано, что птицы-мыши плохо летают: у них волнистый полёт, при котором резкие взмахи крыльев перемежаются промежутками планирования. Роуэн полагала, что такое впечатление вызвано тем, что обычно во время кормления птицы передвигаются с макушки одного куста к подножию другого. Вместе с тем они способны перелетать на значительные расстояния. В энциклопедии Birds of the World говорится о быстром прямом полёте птиц-мышей, которые залетают в листву и ветки не снижая скорости. Из-за маленьких крыльев и длинного хвоста полёт птиц-мышей отличается от других птиц: на короткие дистанции птицы перелетают со слегка наклонённым телом и опущенным вниз хвостом (хвостовые перья почти не создают поддерживаемую воздухом поверхность). Приземление напоминает посадку дятлов, которые упираются в дерево хвостом, а в случае густой растительности птицы-мыши продираются сквозь листву, пока не зацепятся за что-нибудь лапами. Если птиц не тревожить, они медленно продвигаются, совершая короткие прыжки и длинные паузы. Немецкий палеонтолог Гералд Майр полагает, что ископаемый вид Oligocolius brevitarsus, который он относит к семейству птиц-мышей, был способен к более продолжительному полёту, чем современные птицы-мыши, которые в основном перелетают на короткие расстояния. Он сравнил ископаемые остатки с видами современного рода Urocolius: по сравнению с менее подвижными птицами рода Colius они обладают более развитым крылом и короткой цевкой. Исследования сердца синешапочной и бурокрылой птиц-мышей показали, что их строение не сильно отличается друг от друга и от других птиц, кроме того, строение и размеры сердца не позволяют определить пол или возраст птиц. При этом учёные отметили существенную разницу в размерах сердца между этими двумя видами. В среднем сердце синешапочной птицы-мыши на 80 % крупнее сердца бурокрылой птицы-мыши в абсолютных размерах и на 109 % — в относительных (по сравнению с массой тела). При средней массе 45,4 г (на 18 особях) масса сердца синешапочной птицы-мыши составляла в среднем 1,06 г, а для бурокрылой птицы-мыши эти показатели равнялись 51,1 г и 0,59 г, соответственно (на 12 особях). Учёные отметили, что схожие с синешапочной птицей-мышей пропорции наблюдаются у некоторых колибри (Trochilidae), что указывает на высокую адаптацию к полёту, а показатели бурокрылой птицы-мыши более схожи с представителями курообразных (Galliformes), голубеобразных (Columbiformes) и воробьинообразных (Passeriformes). Среди южноафриканских видов наилучшими полётными качествами обладает краснолицая птица-мышь, у которой в 1946 году была зафиксирована скорость 46 миль в час. Из-за строения лап и коротких крыльев птицы-мыши легко выбираются из сетей, которые орнитологи используют для ловли птиц.
Птицы-мыши, в отличие от многих других птиц, в стаях стараются держаться поближе друг к другу. Они довольно мало времени проводят добывая корм, но часто принимают «солнечные ванны», для чего поднимают оперение и подставляют брюхо солнечным лучам. Последние полчаса перед закатом белоспинные птицы-мыши загорают на солнце вместе, чтобы потом быстро собраться для ночного отдыха. По предположению Коблика, так как пищеварительная система птиц-мышей не приспособлена к перевариванию зелёных листьев, богатых клетчаткой, солнечное тепло усиливает «брожение» растительной массы в желудке и кишечнике. Чаще всего птицы греются ранним утром, особенно после дождя или сильной росы, проводя на солнце до получаса. Кроме того, в сухую погоду птицы-мыши по меньшей мере раз в день принимают пылевые ванны, при этом распластанные на тёплой земле птицы становятся лёгкой добычей хищников. Часто в пыли купаются все птицы стаи кроме одной, которая караулит неподалёку и в случае опасности посылает сигнал тревоги. Все птицы-мыши являются довольно шумными птицами и много переговариваются в стае. Их вокализацию можно услышать и на деревьях, и в полёте. Стаи замолкают только во время принятия солнечных или пылевых ванн. Вместе с тем птицы-мыши разных видов не переговариваются между собой. Рональд Принцингер (Ronald Prinzinger) отмечал пение дуэтом у краснолицей, синешапочной и красноспинной птиц-мышей.

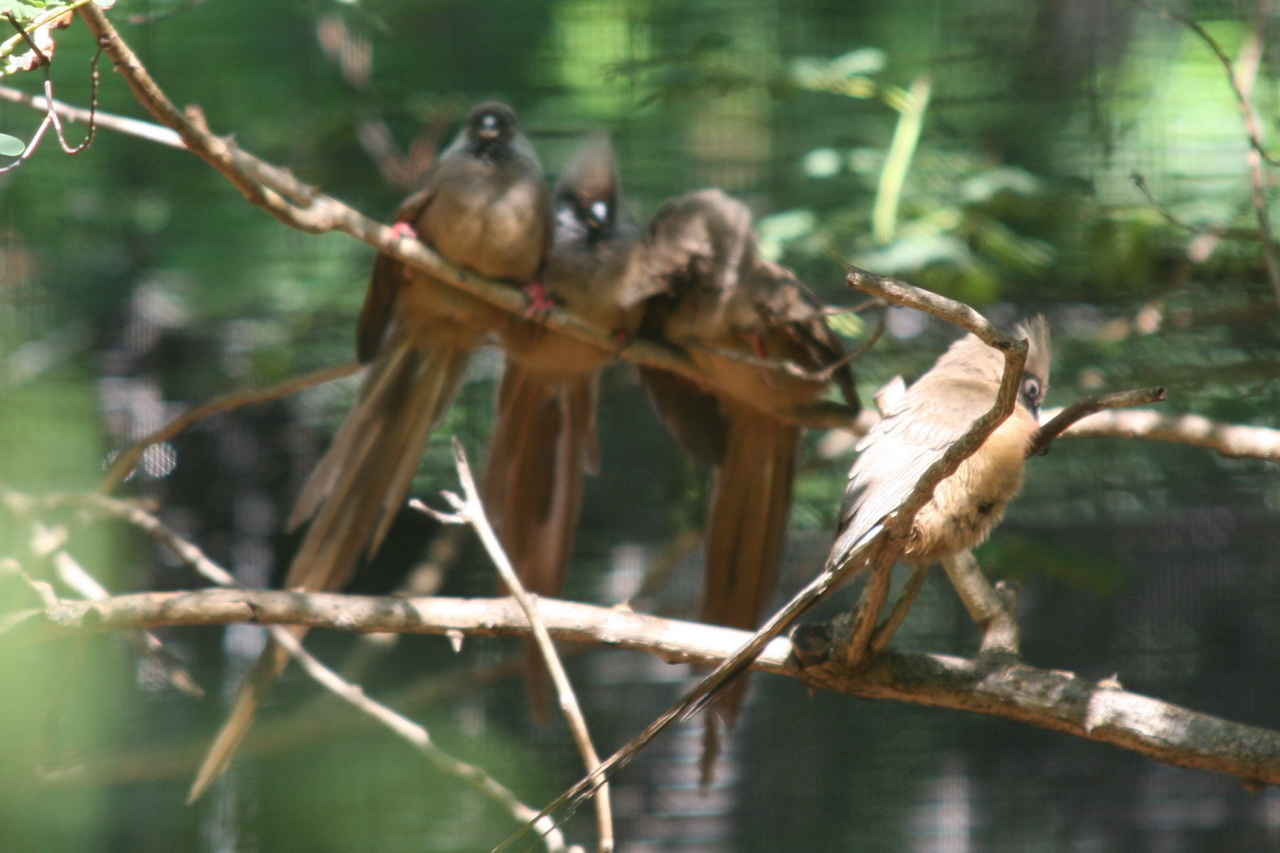
Плотная группа бурокрылых птиц-мышей

Роуэн отмечала, что птицы-мыши реже других птиц занимаются чисткой собственных перьев (по-видимому, проводя много времени принимая солнечные и пылевые ванны), но могут чистить перья друг другу. Одна птица распускает крылья, распушает оперение и прикрывает глаза, а вторая чистит перья в верхней части спины, на голове и на шее. Иногда можно наблюдать как две птицы чистят перья третьей. Некоторые птицы-мыши в неволе были обучены садиться на руку и подставлять шею под пальцы. Они заметно расслаблялись после того, как их начинали чесать. Птицы-мыши подвержены паразитам; на них обитают клещи, перьевые вши, в пищеварительной системе встречаются ленточные черви. В оперении молодых белоспинных птиц-мышей отмечали два вида клещей: Rhipicephalus evertsi и Rhipicephalus appendiculatus. Первый вид в Африке наблюдается также у тимелиевых (Timaliidae), сорокопутовых (Laniidae) и ткачиковых (Ploceidae), а второй, помимо птиц-мышей, встречается только у дятловых (Picidae). Некоторые перьевые вши эндемичны и отмечены только у птиц-мышей. При этом они находятся в родстве с перьевыми вшами, паразитирующими на африканском карликовом соколе (Polihierax semitorquatus).
Ночью птицы отдыхают в плотных группах размером до 14 особей, вжав голову в «плечи». По наблюдениям в авиариях сначала две птицы устраиваются грудью друг к другу, затем к ним по бокам присоединяются ещё одна или две птицы, в конце вокруг них собираются остальные особи, которые находят место для своих длинных ног. Птицы часто толкаются чтобы занять лучшую позицию и могут вытолкнуть кого-нибудь из середины группы. Современные исследования подтверждают, что птицы перемещаются в группе во время ночёвки. Они так тесно прижимаются друг к другу, что невозможно определить сколько особей в группе. Лес Гибсон (Les Gibson) полагал, что необходимость тесных ночёвок связана с довольно холодными зимними ночами, к тому же у птиц очень разреженное оперение. Птицы-мыши устраиваются на ночлег вскоре после заката и просыпаются перед самым рассветом, возвращая нормальную температуру тела не за счёт солнечного тепла.Обычно птицы-мыши устраиваются на ночёвки в одном месте, причиной смены места ночёвки может быть появление хищной птицы незадолго до заката. В вечернее время несколько групп могут собираться вместе. Есть сведения о 137 бурокрылых птицах-мышах, которые в 7 утра покинули 12 фиговых деревьев, на которых отдыхали ночью. На ночлег птицы-мыши устраиваются до заката (по другим данным, в течение 10 минут после заката), заметно раньше других дневных птиц, а просыпаются после рассвета. Роуэн сделала вывод, что в летние месяцы в ЮАР продолжительность дневной активности может достигать 13—14 часов, а в зимние — не превышает 10—10,5 часов.

## Распространение

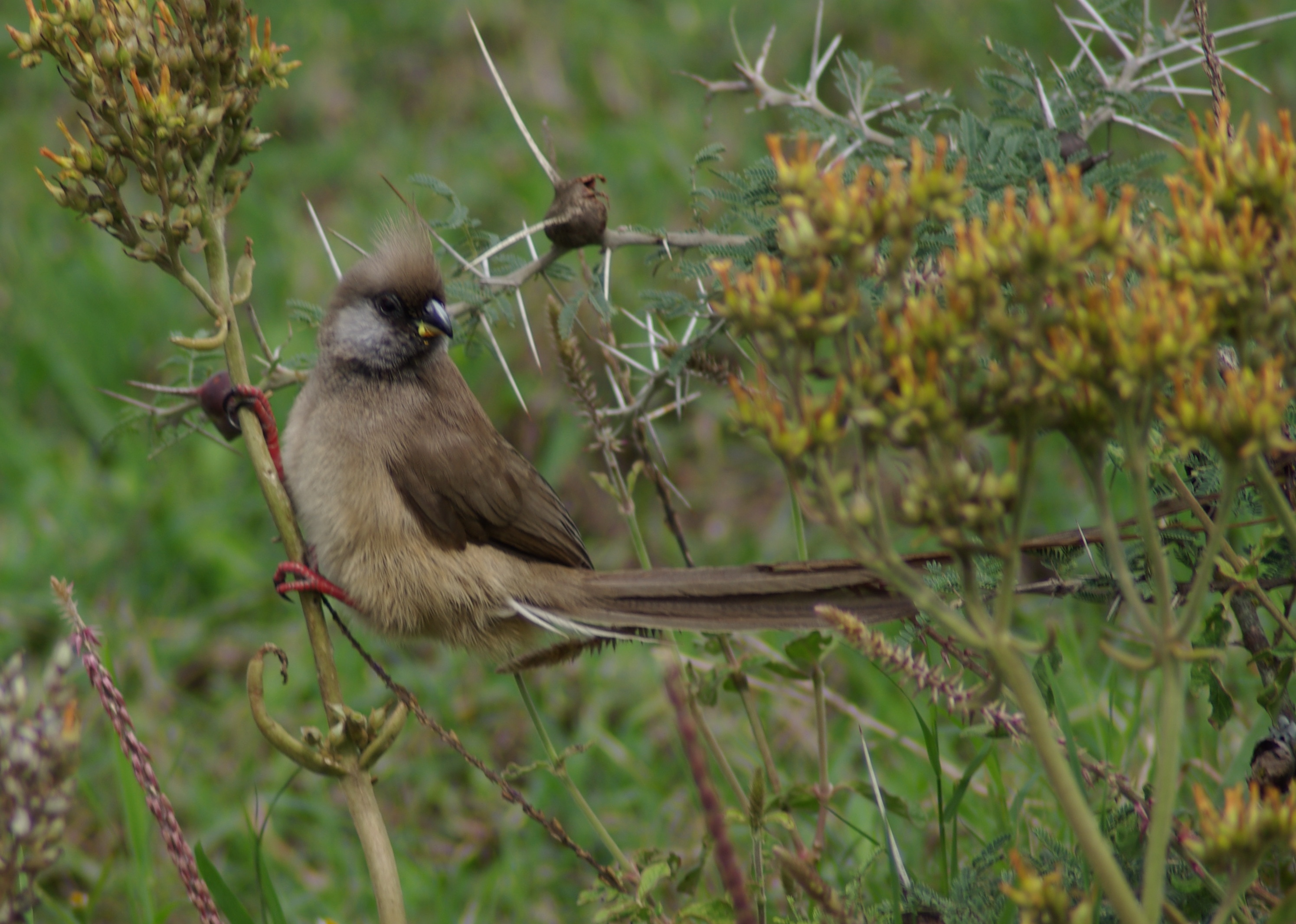
Бурокрылая птица-мышь на колючем кустарнике в Кении

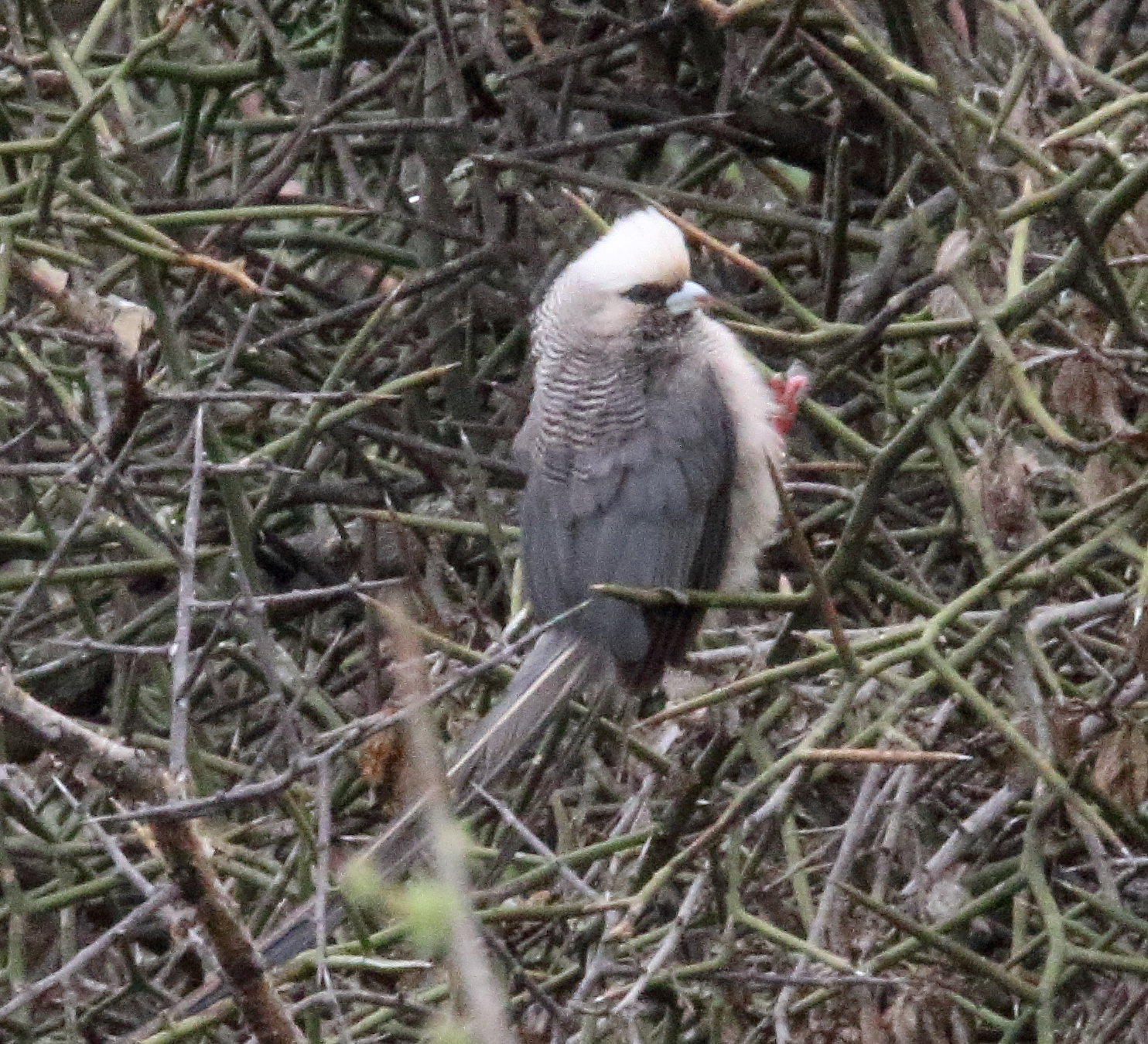
Белоголовая птица-мышь в зарослях кустарника

Современные представители семейства являются эндемиками тропической Африки и распространены к югу от Сахары. Они обитают в саваннах, зарослях акации, разреженных лесах и садах, избегая густых лесов и открытых пространств. Птицы-мыши могут подниматься на высоту до 2500 метров над уровнем моря. Они ведут оседлый образ жизни и почти весь год держатся стайками по 5—20 особей (3—30), поддерживая контакт чириканием и щебетанием. Лишь изредка встречаются одиночные птицы или пары.
У красноспинной и белоголовой птиц-мышей компактный ареал: первые обитают в Анголе на западном побережье континента, а вторые — в Эфиопии, Кении, Сомали и Танзании на восточном. Шифтер отметил, что белоголовая птица-мышь хоть и обитает в засушливых ландшафтах, не улетает далеко от водоёмов, как это делает синешапочная. Некоторые виды птиц-мышей делят ареал. На юге Африки зачастую на одних территориях обитают два вида, а в отдельных районах — три представителя семейства — белоспинная, краснолицая и бурокрылая птицы-мыши. Роуэн отмечала, что в этом случае обычно один из видов доминирует над другими. На культивируемых ландшафтах южного побережья преобладает бурокрылая птица-мышь, а в низовьях реки Вааль, где основным растением является Tarchonanthus camphoratus, преобладает белоспинная птица-мышь. На севере Трансвааля обитают и бурокрылая, и краснолицая птицы-мыши, при этом в лесах Terminalia sericea близ Гроблерсдаля доминирует бурокрылая птица-мышь, а в открытой саванне с преобладанием Senegalia caffra около Рюстенбурга и в Претории — краснолицая. И лишь в районе Малого Кару, для которого характерна «мозаика» из различных типов велда, все три вида могут сосуществовать.
Международный союз охраны природы относит все современные виды птиц-мышей к видам, вызывающим наименьшие опасения (LC). Южноафриканские виды расширяют ареал и способны питаться на инвазивных растениях, в частности, на Acacia cyclops из Австралии. При этом Роуэн подчёркивала, что птицы-мыши избегают монокультурные плантации и больший вред оказывают на землях коренных народов, где растения выращивают в малых количествах. Птицы считаются вредителями на плантациях и в садах; на них ведётся охота. Обработка фруктов от насекомых оказывает воздействие и на птиц-мышей: они умирают через несколько секунд после отравления стрихнином и подвержены влиянию инсектицидов. Кроме того, птицы-мыши гибнут в столкновениях с автомобилями. Чаще всего лидер стаи успешно избегает движущийся транспорт, а замыкающие стаю птицы, которые следуют строго за лидером, сталкиваются с машинами. Помимо наносимого человеком урона, на взрослых птиц охотятся африканская шпорцевая кукушка (Centropus superciliosus), Polyboroides typus и обыкновенная сипуха (Tyto alba). В Малом Кару птицы-мыши — основная добыча совы после воробьёв и ткачиков. Рацион кукушки включает яйца птиц-мышей. В Малави на птиц также охотится винная змея (Thelotornis kirtlandii).
Вероятно, птицы-мыши произошли с африканского континента. Вместе с тем более ранние ископаемые остатки птиц-мышей относят к Европе и Северной Америке.

## Питание

### Рацион

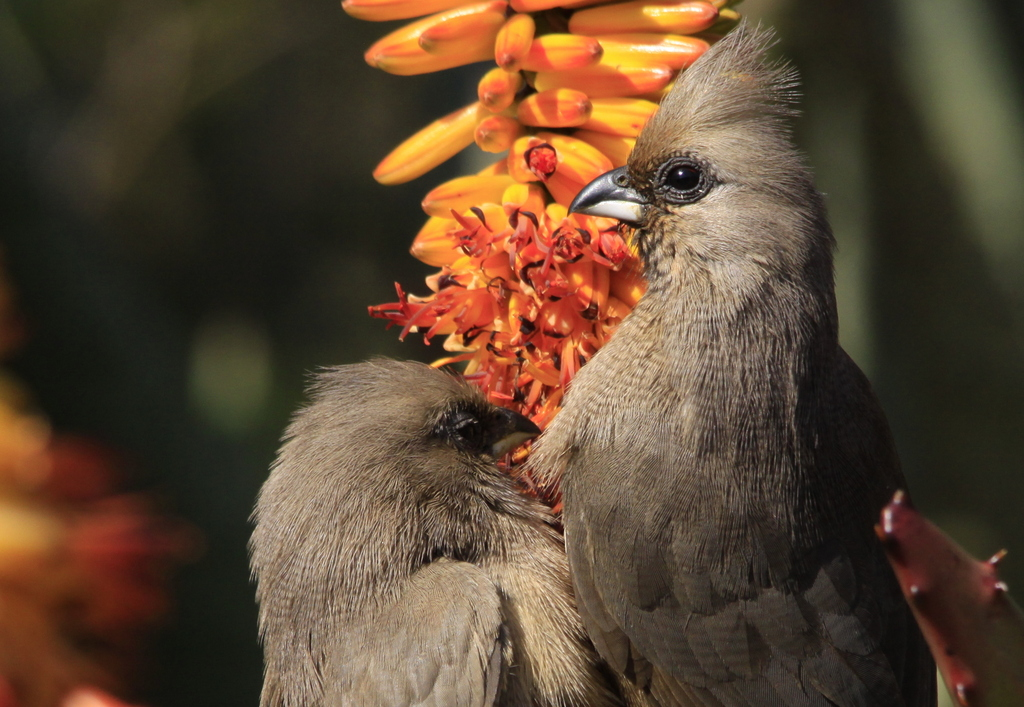
Бурокрылые птицы-мыши на алоэ в Йоханесбурге

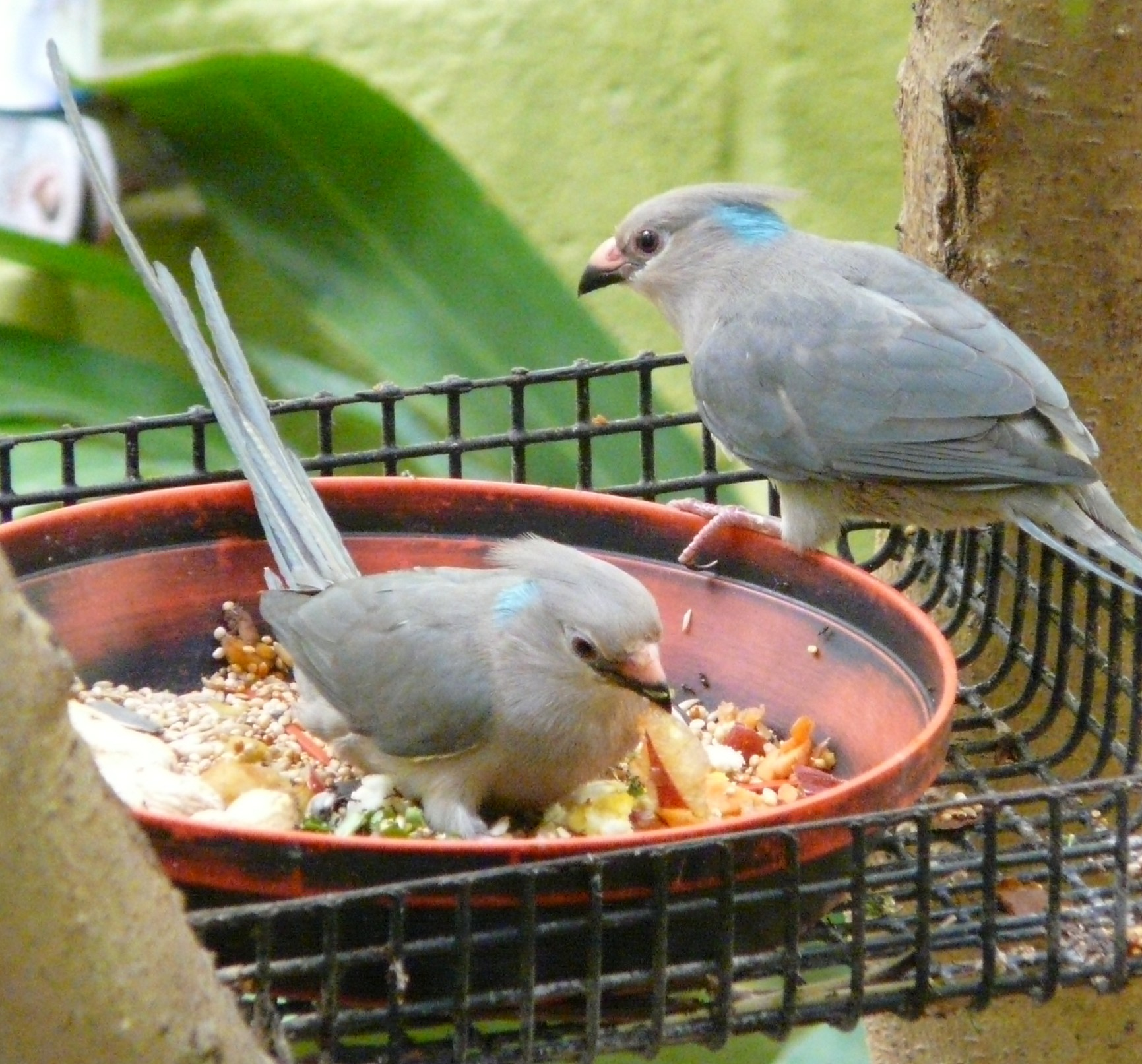
Синешапочная птица-мышь на кормушке в зоопарке Оклахома-Сити

Основу рациона птиц-мышей составляют фрукты, листья, бутоны, почки и цветочный нектар. На потребление сочного калорийного корма указывает строение пищеварительной системы и челюстного аппарата, который приспособлен к разрезанию мягких плодов и выщипыванию или высасыванию сочной мякоти. У представителей семейства отсутствует зоб, имеются слабый мускульный желудок и короткий кишечник. Ферментация листьев происходит в передней кишке. Птицы-мыши могут поддерживать массу тела, питаясь исключительно листьями, но при наличии фруктов легко меняют рацион. Коблик добавляет, что они могут ловить насекомых и разорять гнёзда мелких птиц.
Птицы-мыши питаются как на местных видах растений, так и на инвазивных, которые обычно выращивает человек. В частности, в их рацион входят усы и молодые листья гороха и бобов, мягкие листья капусты, листья и цветы африканского розового дерева (Dalbergia melanoxylon), листья и плоды тыкв, ягоды клубники и крыжовника, помидоры (даже зелёные), плоды гуавы, фиги, сливы, персика, абрикоса, некоторых видов папайи. Яблоки и твёрдые груши не подходят для птиц-мышей. Мякоть ананасов и цитрусовых обычно защищена твёрдой коркой, но птицы-мыши могут есть и её, если оболочка окажется повреждена чем-то другим. Способность манипулировать расположением пальцев позволяет птицам-мышам схватывать плод одной лапой и, балансируя на другой, поглощать его мякоть, перебирая пальцами при изменении размеров и формы остатков плода. Кроме того, птицы питаются бутонами и почками миндаля, яблок и груш. Роуэн отмечала, что вред от птиц-мышей для крупных хозяйств незначительный, так как птицы предпочитают многообразие. Значительный урон такой рацион оказывает на небольшие сады и огороды для личного пользования. На юге Африки довольно продолжительный сезон цветения, кроме того, плоды долгое время остаются на деревьях, позволяя птицам-мышам питаться круглый год. В частности, у сидероксилона неколючего (Sideroxylon inerme) сезон цветения продолжается с сентября по апрель, а плоды держатся четыре недели после созревания; у Ficus sur цветение продолжается с октября по январь, у Cassine peragua — с января по май, зрелые плоды Olinia cymosa остаются на растениях до десяти месяцев, а плоды Osyris compressa остаются даже во время набухания новых почек. По наблюдениям в неволе, птицы съедают около 1,3 г пищи за раз, в то время как их желудок вмещает 2,0—2,5 г. С учётом того, что учёные не могли измерить массу поедаемых птицами-мышами листьев (они предпочитали есть растущие в авиарии растения, а не заранее измеренные в кормушках), Роуэн предположила, что птицы-мыши потребляют в час 4—6 г пищи, или около 50 г в день.
Среди 60 видов растений, плоды или другие части которых потребляют в пищу птицы-мыши, наиболее важными Роуэн назвала финик отклонённый (Phoenix reclinata), сидероксилон неколючий, Ehretia rigida, виды родов фикус (Ficus), сумах (Rhus), хурма (Diospyros), эвклея (Euclea), маслина (Olea), дереза (Lycium). Роуэн специально отмечала, что в некоторых случаях птицы-мыши едят цветы — лашеналия (Lachenalia), акация (Acacia), а в других предпочитают нектар — эритрина (Erythrina). В корм птицам-мышам могут идут и почки, и листья, и плоды одного вида, как это происходит с особенно устойчивой к сухому климату дерезой. В рацион птиц-мышей входят также ядовитые растения или растения с острым вкусом: сальвадора персидская (Salvadora persica), шинус мягкий (Schinus molle), Euphorbia triangularis, кизильник (Cotoneaster), Olinia cymosa, мелия ацедарах (Melia azderach), Rhoicissus, Solanum mauritianum, Acokanthera oblongifolia. Последний бушмены и другие коренные народы Африки использовали чтобы делать отравленные стрелы, а мелия ацедарах считается ядовитой для домашней птицы. Некоторые другие потребляемые в пищу растения также являются токсичными для млекопитающих или других птиц, могут входить в состав медицинских препаратов. Возможно, именно с их детоксикацией связана увеличенная печень белоспинной птицы-мыши.
Обычно птицы-мыши собираются в стаи одного вида, но при большом количестве пищи бывают и исключения. В окрестностях Кейптауна на Капском полуострове во время весеннего цветения Роуэн наблюдала совместную стаю бурокрылых и белоспинных птиц-мышей в саду миндаля. Плоды сидероксилона неколючего, растущего вдоль реки Эрсти, регулярно привлекают краснолицых и бурокрылых птиц-мышей. Тех же птиц можно встретить в заповеднике Ндуму (Ndumu Game Reserve) в Зулуленде во время цветения алоэ Марлота (Aloe marlothi). В небольших садах в Малом Кару можно наблюдать совместное кормление всех трёх южноафриканских видов птиц-мышей.

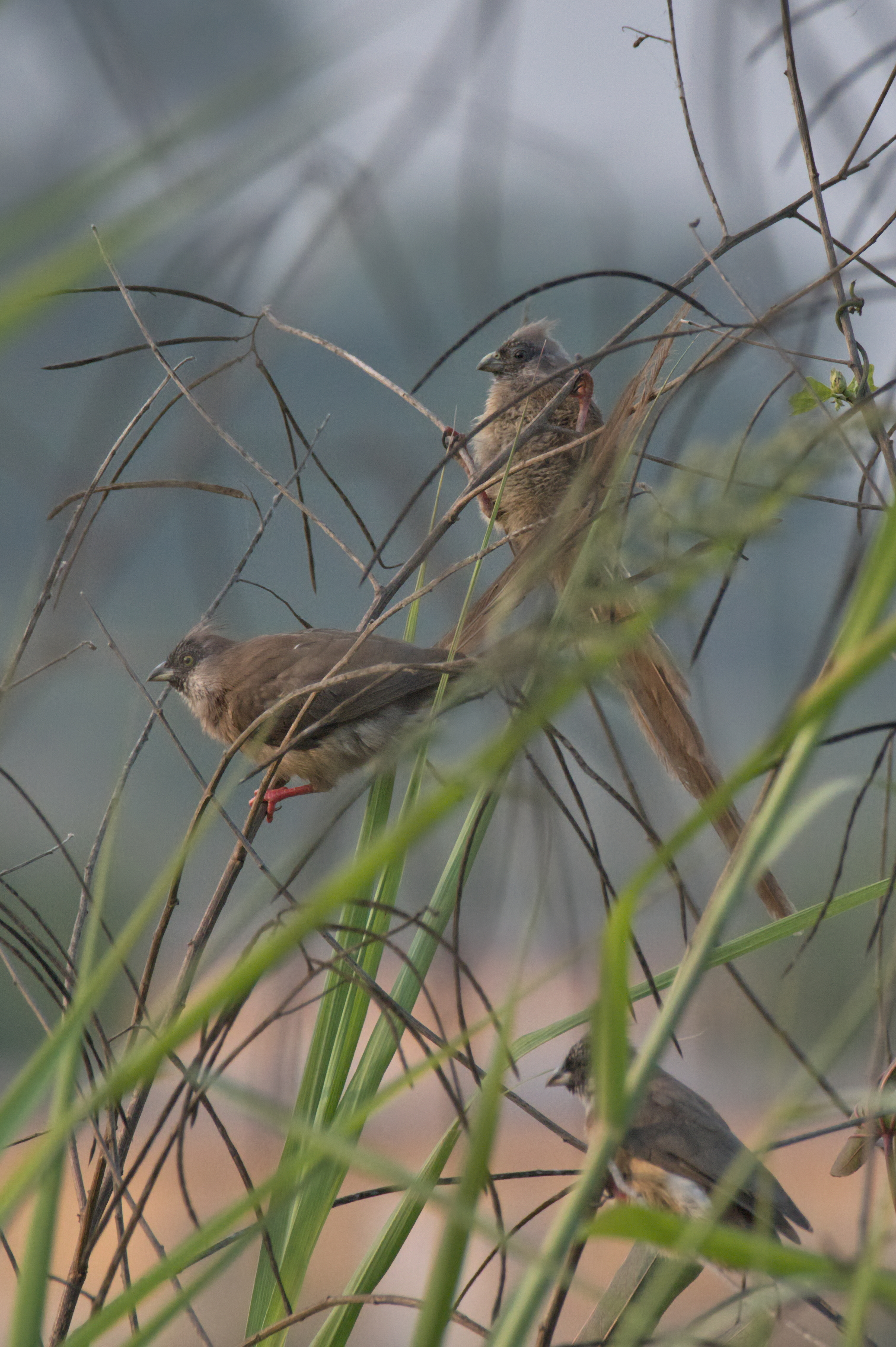
Стая красноспинных птиц-мышей

В желудках птиц-мышей отмечают паразитирующих ленточных червей отряда циклофиллид (Cyclophyllidea), чаще всего рода Raillietina, при этом птицы остаются в хорошем состоянии. В 1961—1962 годы 11 из 26 исследованных краснолицых птиц-мышей были заражены: у шести птиц был обнаружен один или два червя, у трёх — три или четыре, у одной — 11 червей, у оставшейся птицы паразиты почти полностью занимали толстый кишечник. Эти паразиты обычно попадают в организм птиц с насекомыми, поэтому, возможно, птицы-мыши принимают их в пищу. Майлс Маркус (Miles B. Markus) в 1965 году предположил, что в организме птицы-мыши проходит несколько стадий жизненного цикла ленточных червей. Яйца паразитов, возможно, напрямую попадают в желудок птицы-мыши через фрукты, на которые попали капли помёта заражённых птиц, а не через питание насекомыми. Роуэн отмечала, что в авиариях птицы-мыши не проявляют интереса к белковой пище, в частности, термитам, чернотелкам настоящим (Tenebrio), сырам и готовому или сырому мясу (хотя могут пить молоко, есть масло или приготовленные яйца).
На водопое птицы-мыши всасывают воду, целиком погружая в неё клюв, как это делают голуби. Другие птицы обычно набирают воду в клюв и запрокидывают голову. Роуэн наблюдала регулярно пьющих воду бурокрылых птиц-мышей, краснолицые птицы-мыши пьют воду в разгар лета и до ранней осени, а белоспинные — только в исключительно жаркую и сухую погоду. В пустынях Намиб и Калахари краснолицые птицы-мыши пьют воду не тогда, когда особенно жарко, а когда нет сочных плодов (они либо слишком зелёные, либо вялые).

### Терморегуляция
Птицы-мыши испытывают проблемы с поддержанием постоянной температуры тела. Для сохранения энергии в холодную погоду они отдыхают в тесных группах и, возможно, впадают в оцепенение. На такие особенности физиологии указывают также многочисленные солнечные ванны птиц-мышей. Эндрю Маккехни (Andrew E. McKechnie), Герхард Кёртнер (Gerhard Kortner) и Барри Лавгрув (Barry G. Lovegrove) обращают внимание, что исследования оцепенения обычно проводятся для одиночных птиц, часто в неволе, в то время как в дикой природе птицы-мыши предпочитают отдыхать в группах. Вместе с тем, вероятно, они являются самыми древними впадающими в оцепенение птицами.
Учёные пытаются определить причины, согласно которым птицы-мыши используют тот или иной механизм терморегуляции. Оцепенение у птиц обычно означает падение температуры более, чем на 10 °C, с последующим её быстрым восстановлением в начале активной фазы. Оцепенение было отмечено у четырёх видов птиц-мышей: бурокрылой, красноспинной, краснолицей и синешапочной. В 1959 году был опубликован отчёт о случае в неволе, когда у бурокрылой птицы-мыши за 2,5 часа температура понизилась с 38 °C до 24 °C. В условиях открытого авиария у одиночной бурокрылой птицы-мыши температура тела во время отдыха падала со скоростью 0,5 °C в час и достигала 30,7 °C, в то время как у отдыхающих в группе птиц температура оставалась в интервале 32 °C — 42 °C. Наблюдения за ночующими в группах белоспинными птицами-мышами в дикой природе не подтвердили случаев оцепенения, кроме одного дня, когда птицы из-за летающего рядом хищника отправились ночевать в другое место, и температура некоторых особей опустилась до 29 °C. Учёные сделали вывод, что белоспинные птицы-мыши редко прибегают к оцепенению, предпочитая отдых в группах. Скорость падения температуры у ночующей в кластере особи составляет 0,2 °C, а у одиночной птицы — 0,8 °C. При снижении температуры тела до 18 °C птицы-мыши могут не проснуться. В лабораторных исследованиях отмечалось, что одиночных белоспинных птиц-мышей неоднократно приходилось разогревать искусственно чтобы избежать смерти от переохлаждения. По-видимому, белоспинные птицы-мыши более зависимы от совместных ночёвок для поддержания температуры тела, чем бурокрылые. По словам Роуэн, исследователи неоднократно публиковали фотографии кластеров «утонувших» после сильных дождей птиц-мышей, сидящих в позе для сна, с сильно намокшим оперением.
Среди всех видов птиц-мышей белоспинная проявляет наибольшее энергосбережение в плотных группах во время отдыха: при температуре окружающей среды 15 °C одна птица в группе из шести тратит в среднем 50,6 % от затрат энергии одиночной птицы. Одна бурокрылая птица-мышь в группе из четырёх тратит 69 % от затрат энергии одиночной птицы, а одна особь из группы, состоящей из трёх красноспинных птиц-мышей при температуре 8 °C тратит на 45,1 % меньше энергии, чем одиночная птица.

## Размножение
Птицы-мыши моногамны. При размножении они разбиваются на пары, которые могут сохраняться несколько сезонов. Особые сроки сезона размножения отсутствуют, а в год может быть несколько кладок. Сезон размножения птиц-мышей может быть синхронизирован как с ростом зелёной растительности, так и с созреванием плодов или сезоном дождей. В некоторых регионах отмечаются один или два выраженных пика размножения. В одних стаях могут быть как только что вылетевшие из гнезда молодые птицы, так и готовые к размножению особи, или недавно отложившие яйца. Птицы практикуют кооперативное размножение: строить гнездо, насиживать яйца и ухаживать за птенцами паре могут помогать их выросшие птенцы из прошлых кладок.

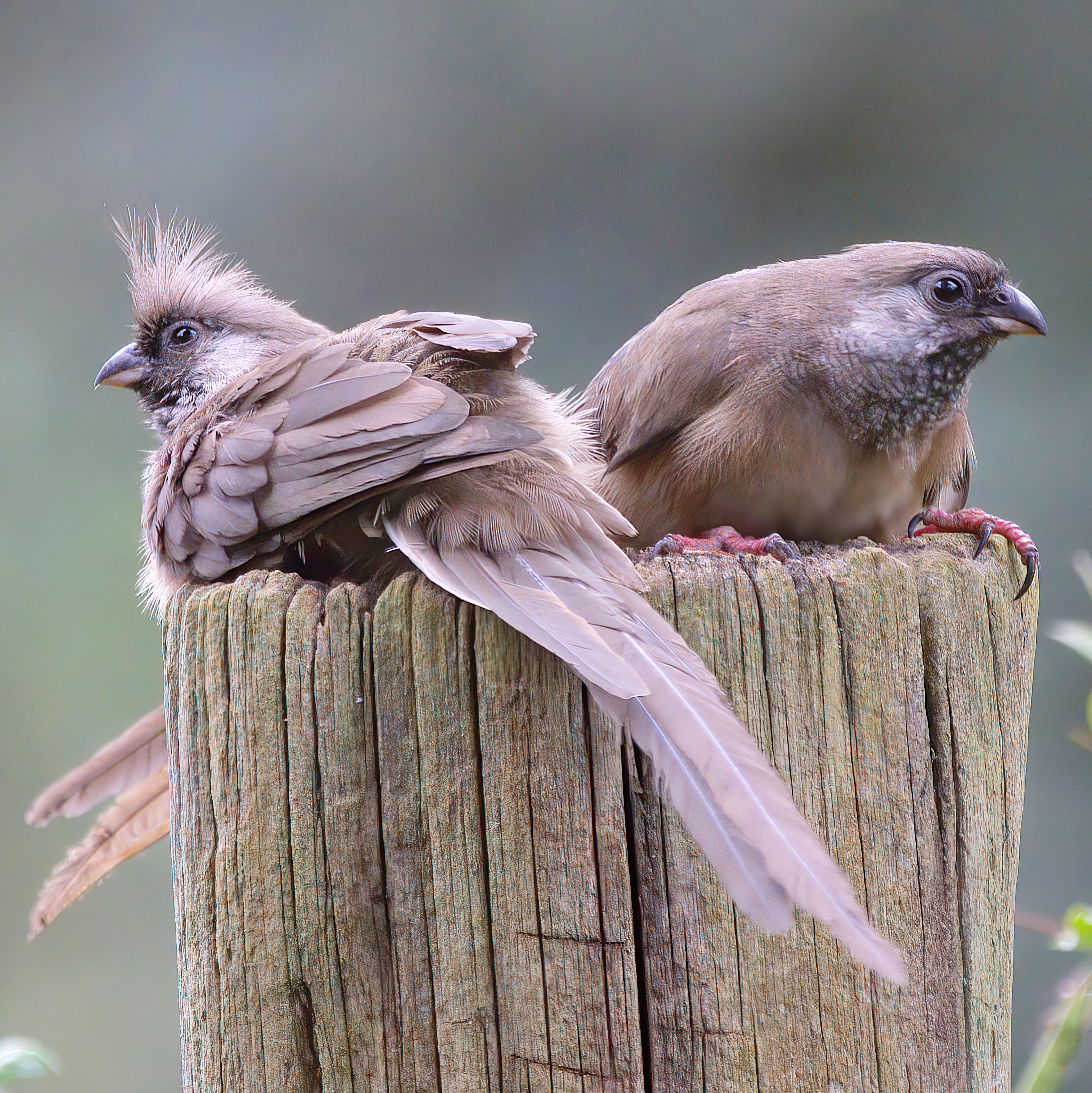
Пара бурокрылых птиц-мышей

Роуэн указывала, что брачное поведение отмечается только у синешапочной и краснолицей птиц-мышей (виды рода Urocolius). Птицы осуществляют ритмичные прыжки, сопровождаемые трескучими выкриками — токуют. По-видимому, самцы синешапочной птицы-мыши и самки краснолицей устраивают брачные представления. Шифтер добавлял, что брачное поведение было также зафиксировано у белоспинной и бурокрылой птиц-мышей. Вместе с тем наблюдения за представлениями в дикой природе крайне редки, возможно, они вовсе не связаны с брачными ритуалами.
Птицы-мыши часто гнездятся в разреженных колониях, являясь социальными птицами и во время сезона размножения, и за его пределами. Гнёзда птицы-мыши строят в кустарниках или на деревьях, обычно укрепляя их в развилке ветвей. Они предпочитают местные колючие кустарники, в частности, виды рода Acacia или Scutia myrtina, но могут строить гнёзда и на других кустарниках и деревьях, например, на цитрусовых или Acacia cyclops. Довольно часто гнездо строится на грубом основании из колючих веток, особенно это характерно для краснолицей птицы-мыши. Простое чашеобразное гнездо из веточек, схожее с гнёздами воробьинообразных, птицы выкладывают изнутри зелёными листьями, волосами, мхом, лишайником и паутиной. В некоторых регионах, в частности в Малави, птицы продолжают добавлять к гнезду зелёные листья во время насиживания. Возможно, они требуются для поддержания постоянной влажности в гнезде. У южноамериканских видов внешний диаметр гнезда достигает 150 мм при глубине 120 мм, внутренние параметры — 90 мм и 55 мм, соответственно. Птицы-мыши могут использовать старые гнёзда южноафриканского воробья (Passer melanurus) и Andropadus importunus или обновлять свои. Иногда в непосредственной близости от гнезд отмечали гнездо общественных ос рода Belonogaster; возможно, это связано с защитой от дневных хищников, которую могут предоставить эти насекомые. Роуэн отмечала расположенные по соседству гнёзда разных видов птиц-мышей: например, бурокрылой и краснолицей, или бурокрылой и белоспинной. В ЮАР гнёзда краснолицей птицы-мыши обычно расположены выше на деревьях, чем гнёзда бурокрылой.
Самка откладывает 2—3 белых яйца (по другим данным, 2—4), в редких случаях количество яиц в гнезде может достигать 8-и, но скорее всего они отложены разными самками. В то время как у краснолицей и бурокрылой птицы-мыши с приближением к экватору средний размер кладки падает, у белоспинной, напротив, растёт. По словам Роуэн, яйца белоспинной и бурокрылой птиц-мышей матовые белые, в то время как яйца краснолицей птицы-мыши покрыты крапом. По её наблюдениям, яйца южноафриканских птиц-мышей имеют схожие размеры: у бурокрылой — 19,5—23,5 × 15,2—18,4 мм, у белоспинной — 19,0—23,3 × 15,0—17,4 мм, у краснолицей — 19,2—23,3 × 14,7—17 мм. Шифтер писал, что самые крупные яйца у красноспинной и бурокрылой птиц-мышей, в дикой природе они достигают размеров 22,6 × 18 мм и 23,0 × 18 мм, соответственно. Немногим меньше яйца белоспинной птицы-мыши, но они более вытянуты. Масса яиц краснолицей птицы-мыши в среднем составляет 2,9 г, бурокрылой — 2,7 г, что составляет для обоих видов 5 % от массы взрослой самки. У птиц-мышей самая маленькая масса яиц относительно массы тела среди всех птиц, не практикующих гнездовой паразитизм.
Насиживание начинается с первого яйца. Таким образом, эмбрионы в одной кладке развиваются неравномерно. Птицы-мыши очень внимательно относятся к потомству и не оставляют гнездо без присмотра, не покидая его даже при приближении человека (учёные утверждают, что забирали яйца для измерений непосредственно из-под птиц). На кладке отмечали и самца, и самку, и даже двух птиц одновременно (второй птицей на гнезде могла быть вторая самка или молодой помощник). Роуэн обращала внимание на сложности в определении продолжительности инкубационного периода и этапов развития птенцов, связанные с тем, что птицы плотно сидят на гнезде с момента появления первого яйца и по крайней мере неделю после появления птенцов, которые также вылупляются в разное время, при этом чуть окрепшие птенцы покидают гнездо при любом признаке беспокойства. Инкубационный период очень короткий для неворобьинообразных птиц и составляет 10,5—15 или 11—14 дней.
Почти голые птенцы появляются на свет с закрытыми глазами. Их длина составляет около 4 см, голова, шея и верх спины голые. Взрослые птицы не оставляют малышей в гнезде одних и всегда находятся рядом. Через 2,5 недели (14—20 дней) способные к полёту птенцы покидают гнездо, но остаются под заботой родителей или их помощников ещё несколько недель. Выводок не распадается около года. Молодые особи бурокрылой птицы-мыши имеют более пушистое и взъерошенное оперение, чем синешапочной и краснолицей, у которых перья более гладкие, почти как у взрослых птиц. Птенцы обычно едят недопереваренный корм, который отрыгивают родители. Они возвращаются к гнезду около пяти раз за час, за один визит взрослая птица-мышь может покормить одного-двух птенцов. За пределами гнезда даже очень маленькие птенцы устраиваются на ветке в тех же позах, что и взрослые птицы-мыши («англ. mousebird-fasion»). Среди факторов, влияющих на успех кладки, погодные условия, атаки хищников и неравномерный рост птенцов. Известны случаи убийства собственных птенцов или разорения собственных гнёзд.
Рекорд продолжительности жизни принадлежит краснолицей птице-мыши, которая попала в зоопарк Вены во взрослом возрасте (уже с полной расцветкой оперения) 30 марта 1961 года и прожила до 4 сентября 1973 года, по-видимому, достигнув 13-летнего возраста.

## Систематика

### Классификация
Семейство птиц-мышей было впервые выделено английским орнитологом Уильямом Свенсоном в 1837 году. Вместе с тем род Colius был описан ещё французским натуралистом Матюрен-Жаком Бриссоном в 1760 году, а в опубликованном в 1766 году двенадцатом издании «Системы природы» шведского натуралиста Карла Линнея представлено два вида птиц-мышей — белоспинная (Loxia colius) и синешапочная (Lanius macrourus). В 1854 году французский учёный Шарль Люсьен Бонапарт предложил выделить два рода птиц-мышей: Rhabdocolius, к которому он относил бурокрылую птицу-мышь, и Urocolius, к которому он относил краснолицую птицу-мышь. Такое деление не было поддержано, более сотни лет после предложения Бонапарта всех птиц-мышей продолжали относить к роду Colius. Лишь в 1975 году Шифтер обосновал выделение рода Urocolis.
У птиц-мышей рода Urocolis 10 узких и острых рулевых перьев, более округлые и короткие крылья, в то время как Colius отличаются более длинными крыльями, у них 12 широких и округлых рулевых перьев. Urocolius предпочитают более открытые пространства и лучше летают, а Colius чаще живут в лесах, у них более сильные ноги, которые позволяют им лучше карабкаться. Кроме того, краснолицую и синешапочную птиц-мышей рода Urocolius выделяет красная маска на «лице». Чарлз Мэтью Ньютон Уайт (Charles Matthew Newton White) в 1965 году включал всех Colius в один надвид. Шифтер полагал, что белоголовая и красноспинная птицы-мыши развивались обособленно на востоке и на юге континента, соответственно. По морфологическим признакам, в частности размерам, оттенку оперения и радужки глаз, Шифтер выделил в надвид бурокрылую и красноспинную птиц-мышей. Он отметил, что белоспинная птица-мышь, несмотря на наличие красного пятна, не близкородственна красноспинной. Белоголовая птица-мышь обладает 12 рулевыми перьями, что делает её похожей на Urocolius, кроме того, она также предпочитает засушливые территории с густыми колючими кустарниками, но учёные всё равно относят вид к Colius.
Родственные связи птиц-мышей остаются неясными; в разное время семейство сближали с сизоворонковыми (Coraciidae), стрижиными (Apodidae), тураковыми (Musophagidae), медоуказчиковыми (Indicatoridae), трогоновыми (Trogonidae) и попугаевыми (Psittacidae). В середине XIX века господствовало две теории о родственных связях птиц-мышей. Британский натуралист Уильям Джон Берчелл полагал, что они близки турако, а Альфред Рассел Уоллес — что попугаям. Христиан Людвиг Нич расположил их рядом с турако и гоацином (Opisthocomus), отметив при этом, что по расположению перьев они напоминают лишь двурогих птиц-носорогов (Buceros). Сходство с турако отмечал и британский орнитолог Джордж Эрнест Шелли. Томас Генри Гексли расположил семейство среди птиц с десмогнатическим строением черепа, но не сделал никаких комментариев непосредственно о черепе птиц-мышей. С ним согласился британский зоолог Алфред Генри Гаррод, отметив, что строением нёба и носовой перегородки череп птиц-мышей напоминает соколов (Falco), а отсутствием окостенения сошника — зимородков (Alcedo). Гаррод также отметил наличие только одной сонной артерии, что позволило ему исключить из ближайших родственников тураковых, у которых две артерии. Он объединил в одну группу дятловых (Picidae), бородатковых (Capitonidae), тукановых (Ramphastidae), удодовых (Upupidae), птиц-мышей, птиц-носорогов (Bucerotidae) и зимородковых (Alcedinidae), отметив при этом, что полного сходства с птицами-мышами нет ни у кого. Некоторые особенности мышечного строения лап птиц-мышей (наличие сухожилия, которое способно разгибать большой палец) присутствуют только у попугаев. Эта особенность может указывать как на близкое родство отрядов, так и на конвергентную эволюцию, так как представители этих отрядов схожим образом добивают пищу. Чешский орнитолог Иржи Мликовский в 2002 году отнёс птиц-мышей к отряду дятлообразных (Piciformes).
Птицы-мыши обладают уникальными чертами, которые позволили выделить их в отдельный отряд птиц-мышей (Coliiformes), что поддерживается большинством учёных. Согласно некоторым молекулярным исследованиям, этот отряд обособлен на уровне парвакласса Coliae.

### Современные виды
Международный союз орнитологов включает в семейство птиц-мышей 2 современных рода и 6 современных видов.
| Современные виды                                  | Современные виды         | Современные виды | Современные виды                                            | Современные виды                             |
| Научное название                                  | Русское название         | Изображение      | Описание                                                    | Распространение                              |
| ------------------------------------------------- | ------------------------ | ---------------- | ----------------------------------------------------------- | -------------------------------------------- |
| Colius castanotus J. Verreaux & E. Verreaux, 1855 | Красноспинная птица-мышь |                  | Общая длина — 30—38 см; масса — 39—82 г; нет подвидов.      | Обитает на западе Анголы.                    |
| Colius colius (Linnaeus, 1766)                    | Белоспинная птица-мышь   |                  | Общая длина — 29—32 см; масса — 31—59 г; два подвида.       | Обитает в Намибии, Ботсване и ЮАР.           |
| Colius leucocephalus Reichenow, 1879              | Белоголовая птица-мышь   |                  | Общая длина — 29—31 см; масса — 35 г; два подвида.          | Обитает в Эфиопии, Сомали, Кении и Танзании. |
| Colius striatus Gmelin, 1789                      | Бурокрылая птица-мышь    |                  | Общая длина — 30—36 см; масса — 36—80 г; 17 подвидов.       | Обитает в Африке к югу от Сахары.            |
| Urocolius indicus (Latham, 1790)                  | Краснолицая птица-мышь   |                  | Общая длина — 29—37 см; масса — 32,5—78,9 г; пять подвидов. | Обитает на юге Африки.                       |
| Urocolius macrourus (Linnaeus, 1766)              | Синешапочная птица-мышь  |                  | Общая длина — 33—36 см; масса — 34—65 г; шесть подвидов.    | Обитает в центральных районах Африки.        |

### Ископаемые виды
Российский орнитолог Евгений Александрович Коблик предполагает, что древние птицы-мыши отделились от «праракшеобразных» до того, как эта группа разделилась на несколько современных отрядов. Сходство с современными представителями семейства наблюдается со среднего или верхнего эоцена. Птиц-мышей относят к живым ископаемым, их скелет почти не изменился за 22 млн лет.
Ближайшими ископаемыми родственниками птиц-мышей являются птицы семейства сандколеид (Sandcoleidae), которое включает 4-6 родов раннего эоцена. В разных работах это семейство относят к отряду птиц-мышей или рассматривают как обособленный отряд Sandcoleiformes. Мликовский, который относит птиц-мышей к отряду дятлообразных, объединил сандколеид со всеми предками этого отряда из эоцена и миоцена, включив их в семейство Zygodactylidae Brodkorb, 1971. Немецкие учёные Гералд Майр и Дитер Стефан Питерс (Dieter Stefan Peters) в 1998 году использовали следующие признаки для определения семейства в составе отряда: наличие хорошо развитого межпястного отростка цевки и углубления в форме месяца на дорсальном мыщелке плечевой кости. По словам Майра, представители семейства птиц-мышей, в том числе ископаемые, отличаются от сандколеид пропорционально более длинной и узкой цевкой, а значит и более длинными ногами, а также строением пигостиля, который у птиц-мышей заканчивается крупным расширением с развитыми выемками для крепления мышц хвоста.
В работе 2022 года Майр посчитал, что род Chascacocolius, к которому относят Chascacocolius oscitans раннего эоцена из формаций Вилвуд в США и Фур в Дании, а также Chascacocolius cacicirostris из формации Мессель в Германии, относится к краун-группе отряда птиц-мышей, а не к сандколеидам, как это считалось раньше. Представители этого рода обладают специфическим строением клюва, которое, по-видимому, позволяло им открывать клюв внутри плода, как это делают трупиаловые (Icteridae). Другим представителем семейства, также восходящим к раннему эоцену, он посчитал Selmes absurdipes, известный по останкам из Месселя, Гейзельтальского бассейна в Германии и, возможно, Керси во Франции. Для него характерно схожее с современными птицами-мышами строение пигостиля и цевки. Среди останков голотипа сохранились неидентифицированные семена — содержимое желудка ископаемой птицы.
Долгое время самым ранним известным представителем семейства считали обнаруженный в формации Мессель Masillacolius brevidactylus, восходящий к нижнему эоцену (49—43 млн лет назад). Для этого вида характерны относительно короткие пальцы на ногах и пропорционально самая длинная цевка среди всех птиц-мышей. M. brevidactylus, возможно, карабкался по вертикальным поверхностям. К стем-группе семейства птиц-мышей Майр также отнёс вид Eocolius walkeri из Лондонской глинистой формации, известный лишь по некоторым изолированным костям, и Celericolius acriala из формации Грин-Ривер, восходящий к нижнему эоцену (52 млн лет назад) и более приспособленный к полёту на открытых пространствах.
К среднему и верхнему эоцену (около 35 млн лет назад) относят остатки обнаруженных в отложениях в Керси Primocolius sigei и Primocolius minor, известные лишь по нескольким костям (плечевая кость, цевка, проксимальная часть пряжки). К верхнему эоцену относят и Palaeospiza bella, обнаруженную в формации Флориссант в штате Колорадо в США. Своими размерами и пропорциями она схожа с P. sigei. Возможно, все эти остатки принадлежат одному роду.
На 3 млн моложе обнаруженные около Вислоха в федеральной земле Баден-Вюртемберг в Германии остатки Oligocolius brevitarsus, обладающие теми же общими размерами, но более развитыми крыльями, чем остальные представители семейства. Oligocolius psittacocephalon верхнего олигоцена был обнаружен близ коммуны Энспель в федеральной земле Рейнланд-Пфальц в Германии. В ископаемом желудке этого вида сохранились довольно крупные семена, а строение клюва имело схожие с Chascacocolius cacicirostris особенности. Кроме того, у O. psittacocephalon и Celericolius длина локтевой кости заметно превышает длины плечевой, что может быть связано с более продолжительным полётом. Майр указывает на то, что у представителей пяти родов — ископаемых Oligocolius, Palaeospiza , Primocolius и современных Colius и Urocolius — хорошо развит межпястный отросток пряжки, а у трёх последних родов уменьшены некоторые отверстия в цевке, что, возможно, подтверждает их монофилию, однако отношения между Oligocolius и Primocolius остаются неясными. Мликовский включил роды Selmes, Masillacolius, Primocolius в семейство Zygodactylidae отряда дятлообразных. В некоторых работах Masillacolius brevidactylus относят к сандколеидам и включают его в род Eoglaucidium этого семейства.
Ещё несколько ископаемых остатков птиц, принадлежащих семейству птиц-мышей, известны с миоцена во Франции (около 24-21 млн): «Picus» archiaci, «Picus» consobrinus, «Limnatornis» paludicola, «Necrornis» palustris. Майр рассматривает отдельно только род Limnatornis, Зеленков считает Limnatornis и Necrornis очень схожими с современными видами, а Мликовский объединяет «Picus» archiaci, «Picus» consobrinus, «Limnatornis» paludicola в Urocolius archiaci и относит «Necrornis» palustris к роду Colius. Из-за слабой исследованности Африки остатки птиц-мышей на этом континенте долго были известны лишь с плиоцена (около 8 млн лет назад). Они относятся к современному роду Colius.
Paleobiology Database помимо современных видов относит к семейству несколько ископаемых таксонов:
- † Celericolius Ksepka & Clarke, 2010
  - † Celericolius acriala Ksepka & Clarke, 2010
- † Chascacocolius Houde & Olson, 1992
  - † Chascacocolius cacicirostris Mayr, 2005
  - † Chascacocolius oscitans Houde & Olson, 1992
- † Limnatornis Milne-Edwards, 1870
  - † Limnatornis paludicola Milne-Edwards, 1871
- † Masillacolius Mayr & Peters, 1998
  - † Masillacolius brevidactylus Mayr & Peters, 1998
- † Oligocolius Mayr, 2000
  - † Oligocolius brevitarsus Mayr, 2000
  - † Oligocolius psittacocephalon Mayr, 2013
- † Primocolius Mourer-Chauvire, 1988
  - † Primocolius minor Mourer-Chauvire, 1988
  - † Primocolius sigei Mourer-Chauvire, 1988
- † Selmes Peters, 1999
  - † Selmes absurdipes Peters, 1999
- Urocolius Bonaparte, 1854
  - † Urocolius archiaci Milne-Edwards, 1871

## Птицы-мыши в неволе
Птицы-мыши содержатся в зоопарках более ста лет. Впервые вывести потомство птиц-мышей в неволе удалось в Великобритании в 1912 году, когда появились птенцы бурокрылой птицы-мыши. Лишь в 1962 году удалось получить в неволе потомство краснолицей птицы-мыши. Белоголовая птица-мышь была привезена в США сначала в 1970-е годы, а потом в 1990 году. В зоопарке Хьюстона 5 мая 1990 года одна из четырёх птиц была убита белоголовым скворцовым ткачом (Dinemellia dinemelli), который жил в том же птичнике.
Множество исследований и наблюдений за птицами-мышами было проведено в неволе. В частности, многочисленные исследования оцепенения птиц-мышей, их метаболизма и сопутствующих показателей, описание размножения и инфекций. В авиариях птицы очень мало времени проводят за едой. Отдельные промежутки кормления не превышают двух минут, а в среднем составляют чуть больше полуминуты. Роуэн советовала подавать мелкие плоды целыми, а более крупные размельчать массой не более 0,1 г. Чтобы не забрызгать хохолок соком, птицы прижимают его во время кормления.
В последние годы стало популярным заводить их в качестве домашних животных. Содержанию птиц-мышей в неволе посвящена книга Кэтери Дэвис (Kateri Davis) «Mousebirds in aviculture». Птицы-мыши редко болеют; среди связанных проблем Дэвис назвала склонность к набору веса, особенно в клетках или тесных авиариях, травмы ног, полученные в частности во время столкновений с другими птицами. Гибсон писал, что птицы-мыши очень нервозные и часто паникуют в малых пространствах. Вместе с длинным хвостом и привычкой сидеть на ветке в нестандартной позиции, эта особенность делает почти невозможным содержание птиц в небольших клетках. Несмотря на способность птиц выдерживать прохладные ночи, Гибсон не рекомендовал держать их на улице с наступлением ночных холодов, особенно обращая внимание на требование сухих условий. Роуэн отмечала, что в неволе это очень игривые птицы, которые могут увлечённо заниматься с игрушками до 20 минут. Содержащиеся у исследовательницы белоспинная и краснолицая птицы-мыши регулярно просили внимания и подставляли для чесания голову и шею. По словам Дэвис, необходимо приучать птенцов к рукам: не только кормить их, но часто держать рядом, знакомить с другими людьми. При отсутствии внимания в течение нескольких дней птенец быстро становится диким.
Дэвис отметила, что птицы-мыши стали чаще появляться в различных шоу и подборках занимательных птиц.